# Tribunal mondial sur l'Irak
Le Tribunal mondial sur l'Irak inspiré du tribunal Russell sur la guerre du Viêt Nam en 1967, est un tribunal d'opinion composé d'anciens responsables de l'ONU, et de personnalités issues du militantisme pacifique ou d'intellectuels. Le tribunal procéda à des auditions et des enquêtes sur divers évènements de la guerre et délibéra de la légalité de celle-ci ainsi que du rôle des Nations unies et des médias. L'idée de sa création est l'œuvre de Müge Sökmen et Ayse Berktaye, lors de la Conference of European Peace and Human Rights Networks, qui se tint en juin 2003 à Bruxelles, il siégea entre le 23 et 27 juin 2005 à Istanbul,,.

## Contexte
La Guerre en Irak causa de nombreuses pertes humaines et différentes sources identifièrent de possibles violations des conventions de Genève, crimes de guerre ou crimes contre l'humanité lors de son déroulement, comme au sein de la prison d'Abu Ghraib et l'utilisation de munitions à uranium appauvri,. Selon les estimations des Nations unies, un million de personnes moururent des suites de l'embargo imposé à l'Irak, après l'invasion du Koweït en 1990, en raison de malnutrition ou de manque de matériel médical.
Bien que des enquêtes aient été diligentées concernant certaines de ces allégations de crimes, l'idée d'instaurer un tribunal international, comparable à ceux de Nuremberg ou de l'ex-Yougoslavie, semblait irréaliste aux yeux de la plupart des observateurs. En outre, les États-Unis avaient également refusé de ratifier le statut de la Cour pénale internationale. Cette volonté américaine d'ignorer ou de s'exempter des investigations d'une telle cour encouragea à la fondation d'un tribunal populaire chargé d'enquêter sur le déroulement de la guerre en Irak.